# John Shadden
John Thomas Shadden (* 10. Mai 1963 in Long Beach) ist ein ehemaliger US-amerikanischer Segler.

## Erfolge
John Shadden nahm an den Olympischen Spielen 1988 in Seoul in der 470er Jolle teil. Gemeinsam mit Charles McKee belegte er den dritten Platz hinter Thierry Peponnet und Luc Pillot sowie Tõnu und Toomas Tõniste. Mit einer Gesamtpunktzahl von 51 Punkten erhielten sie die Bronzemedaille. Im selben Jahr belegten sie auch bei den Weltmeisterschaften den dritten Platz.
Shadden machte Abschlüsse in Wirtschaftswissenschaften an der University of Southern California, der University of Pennsylvania und der New York University. Er arbeitete daraufhin in der Vermögensverwaltung.